# Zimone
Zimone är en ort och kommun i provinsen Biella i regionen Piemonte i Italien. Kommunen hade 399 invånare (2018).